# مهدی کروبی
مهدی کروبی (زادهٔ ۴ مهر ۱۳۱۶) روحانی و سیاستمدار ایرانی است که از ۱۳۶۸ تا ۱۳۷۱ و دوباره از ۱۳۷۹ تا ۱۳۸۳ ریاست مجلس شورای اسلامی را بر عهده داشت. او به‌عنوان یکی از رهبران جنبش اعتراضی ایران موسوم به جنبش سبز ایران، از سال ۱۳۸۹ تا ۱۴۰۳ به مدت ۱۴ سال در حصر خانگی بود.
کروبی در حوزه علمیه قم و دانشگاه تهران تحصیل کرد و به‌علت فعالیت علیه حکومت پهلوی ۹ بار زندانی شد. او در سال ۱۳۵۸ با حکم روح‌الله خمینی، بنیاد شهید و امور ایثارگران را تاسیس کرد و تا سال ۱۳۷۱ ریاست این بنیاد را بر عهده داشت. کروبی همچنین در سال ۱۳۶۸ به عضویت شورای بازنگری قانون اساسی ایران درآمد و از همان سال تا ۱۳۷۰ رئیس مجلس بود. با آغاز ریاست‌جمهوری محمد خاتمی و پیروزی گسترده اصلاح‌طلبان در انتخابات مجلس ششم، کروبی از تهران وارد مجلس شد و علی‌رغم رای نه‌چندان بالا به‌عنوان یکی از اعضای بلندپایه جبهه مشارکت ایران اسلامی، پیروز اصلی انتخابات شد و برای دومین بار از ۱۳۷۹ تا ۱۳۸۳ ریاست مجلس را به عهده گرفت. در دورهٔ ریاست کروبی بر مجلس ششم، طرح اصلاحیه قانون مطبوعات با هدف آزادی‌ رسانه‌ها در مجلس مطرح شد اما کروبی با استناد به نامه علی خامنه‌ای که آن را «حکم حکومتی» خواند، مانع از رسیدگی به آن شد. اختلاف میان کروبی و اصلاح‌طلبان، به‌ویژه حزب مشارکت و سازمان مجاهدین انقلاب اسلامی، با مخالفت او از تحصن و استعفای جمعی از نمایندگان مجلس ششم در اعتراض به رد صلاحیت گسترده کاندیداهای اصلاح‌طلب توسط شورای نگهبان، علنی‌تر شد.
کروبی نامزد انتخابات ریاست‌جمهوری ۱۳۸۴ بود اما با حمایت احزاب اصلی اصلاح‌طلب برخوردار نشد و از عضویت در مجمع روحانیون مبارز استعفا کرد. او در اعتراض به نتایج، در نامه سرگشاده‌ای به خامنه‌ای، پسرش مجتبی خامنه‌ای را متهم به حمایت از یکی از نامزدها کرد و از همهٔ مسئولیت‌های خود، از جمله مشاورت رهبر و عضویت در مجمع تشخیص مصلحت نظام، کناره‌گیری کرد. کروبی سپس حزب اعتماد ملی را پایه‌گذاری کرد و مواضع انتقادی‌تری نسبت به حاکمیت گرفت؛ او در بیانیه‌هایی خود را به پاسداری از حقوق شهروندی و حقوق زنان و اقوام متعهد دانست. او در انتخابات ریاست‌جمهوری بحث‌برانگیز ۱۳۸۸ نیز شرکت کرد و در جایگاه چهارم قرار گرفت. کروبی در واکنش با لحنی صریح‌تر از حکومت ایران انتقاد کرد و نتایج انتخابات را زیر سؤال برد و از شکنجه و کشتن مخالفان در اعتراضات ۱۳۸۹ و ۱۳۹۰ به‌شدت انتقاد کرد. در پی این بیانات، او نزدیک به سه سال (۱۳۸۹–۱۳۹۲) در یک منزل مسکونی جدا از خانواده‌اش تحت مراقبت نیروهای امنیتی قرار داشت. کروبی پس از آن به خانه خود بازگردانده شد و سرانجام حصر خانگی او در ۲۶ اسفند ۱۴۰۳ پایان یافت. کروبی در سال‌های حصر با وجود انتقاد از حکومت، از ریاست‌جمهوری نامزدهای نزدیک به اصلاح‌طلبان حمایت کرد.

## زندگی
مهدی کروبی در ۴ مهر ۱۳۱۶ در الیگودرز به دنیا آمد. پدر وی احمد کروبی نیز از روحانیون و زندانیان سیاسی بود و به پیروی از پدر به تحصیل علوم حوزوی روی آورد. مهدی کروبی در ۱۳۴۱ با فاطمه کروبی که خود از مبارزان سیاسی پیش از انقلاب و سیاست‌مداران اصلاح طلب پس از انقلاب است، ازدواج نمود. مهدی کروبی دارای ۴ فرزند به نام‌های محمدحسین متولد ۱۳۴۴ دارای ۳۸ ماه سابقه حضور از سن ۱۵ سالگی در جنگ ایران و عراق و حضور در عملیات‌هایی چون فتح المبین، بیت‌المقدس و والفجر و دارای لیسانس حقوق، محمدتقی متولد ۱۳۴۶ دارای دکترای حقوق بین‌الملل (وی در جنگ ۸ ساله ایران و عراق یک پای خود را بر اثر برخورد با مین از دست داد)، علی متولد ۱۳۵۱ دارای تحصیلات حوزوی و یاسر متولد ۱۳۵۷ است. وی در سال ۱۳۴۲ در رشته فقه و حقوق اسلامی در دانشکده الهیات دانشگاه تهران پذیرفته شد. او در دانشگاه تهران به توصیه مرتضی مطهری با دکتر احمد ناظرزاده کرمانی ارتباط نزدیکی داشت. به دلیل دستگیری‌های مکرر و نیز زندگی مخفیانه در برخی سال‌های در فاصله ۱۳۴۲ تا ۱۳۵۱ اخذ لیسانس بیش از ۸ سال به طول انجامید.

## پیش از انقلاب
کروبی در حوزه علمیه قم شاگرد حسینعلی منتظری و روح‌الله خمینی بود و مدرک لیسانس فقه و حقوق اسلامی را هم از دانشکده الهیات و معارف اسلامی دانشگاه تهران دریافت کرد. او نخستین اجازه اجتهاد خود را از یوسف صانعی گرفت. وی هم چنین به زبان عربی تسلط دارد. کروبی پس از دستگیری و تبعید خمینی در سال ۱۳۴۲ در انتشار نامه‌های سرگشاده خمینی به مقامات رسمی کشور و تبلیغ تفکرات وی در بین مردم بسیار فعال بود و در طول سال‌های ۱۳۴۲ تا ۱۳۵۷ بارها دستگیرشده و چندین سال را در زندان (از جمله سه زندان معروف تهران قزل قلعه، اوین و قصر) گذراند. وی در طی این سال‌ها جمعاً ۹ بار دستگیر و به نقاط مختلف ایران مانند گنبد کاووس تبعید شد و در زندان‌های ساواک مورد بازجویی و شکنجه قرار گرفت و یک بار مخفیانه از کشور خارج شد و به عراق رفت. او دربارهٔ زندانی شدن خود در سال ۱۳۴۵ می‌گوید:
 پس از چند روز که در مدرسه‌ای مخفی بودم، ساواک به آنجا حمله کرد و دستگیر شدم و یکی از سخت‌ترین بازداشتها را تجربه کردم. در این مدت مأموران ساواک با انواع شکنجه‌ها می‌خواستند منبع اصلی توزیع این نامه را که آقای دعایی مدیرفعلی روزنامه اطلاعات بود پیدا کنند؛ که علی‌رغم شکنجه‌های زیاد، ایشان را معرفی نکردم. بعد ازبازجویی‌ها و شکنجه‌های زیاد مرا به زندان قزل قلعه منتقل کردند.
 وی در زندان یکی از معدود روحانیونی بود که هم با زندانیان مذهبی و هم زندانیان ملی، کمونیست و چپ‌گرای سکولاری نظیر عباس شیبانی، محمود دولت‌آبادی، محمد تقی شریعتی، ابوالقاسم سرحدی‌زاده، شکرالله پاک‌نژاد، محمد محمدی گرگانی، مصطفی خمینی، سید محمدکاظم موسوی بجنوردی، موسوی اردبیلی، محمد جواد باهنر، مرتضی نبوی، سید محمود طالقانی، حسینعلی منتظری، محمد منتظری، مهدی عراقی، هاشمی رفسنجانی، سید محمد خامنه‌ای و ناطق نوری رابطهٔ خوبی داشت. به گفته او، سخت‌ترین دوران زندان را در سال ۱۳۵۳ تجربه کرده است، او در این مورد می‌گوید:
سخت‌ترین زندان مربوط به سال ۵۳ بود. در آن سالها، علی‌رغم آنکه وضع مالی خودم بسیار نامساعد بود اما کمک‌هایی از افراد علاقه‌مند به امام و مبارزات ایشان جمع‌آوری می‌کردم و در اختیار مبارزین و خانواده‌های آن‌ها قرار می‌دادم. همین امر باعث شد که در سال ۵۳ که برخی از دستگیری‌ها به راه افتاد تعدادی از فعالان دستگیرشده در زیر شکنجه مرا معرفی کرده بودند و بر همین اساس من هم دستگیر شدم و بدترین شکنجه‌ها را در همین بازداشت تحمل کردم.
کروبی در سال‌های ۱۳۵۶ و ۱۳۵۷ با آغاز اعتراض‌های هدایت‌شده علیه حکومت، رهبری شوراهای محلی را بر عهده داشت که غذا و نیازهای ضروری معترضان و اغتشاش‌گران را تأمین می‌کردند.

## ابتدای انقلاب
کروبی با پیروزی انقلاب در سال ۱۳۵۸ در اولین دوره مجلس شورای اسلامی به نمایندگی از زادگاهش الیگودرز وارد مجلس شده و در همین سال به دستور سید روح‌الله خمینی بنیاد شهید انقلاب اسلامی و کمیته امداد امام خمینی را تأسیس کرد که به خانواده‌های کشته شدگان دوران انقلاب و جنگ ایران و عراق کمک می‌کرد. او در ابتدای انقلاب به عضویت در شورای مرکزی حزب جمهوری اسلامی و عضویت در شورای مرکزی جامعه روحانیت مبارز درآمد و نماینده تام‌الاختیار روح‌الله خمینی در استان لرستان شد. وی در دور دوم، خود را از تهران کاندید کرد و توانست به مقام نایب رئیسی مجلس دست یابد. وی در دور دوم و سوم مجلس شورای اسلامی به عنوان نماینده دوم مردم تهران به مجلس شورای اسلامی راه یافت.

## مجمع روحانیون مبارز
پیش از انتخابات مجلس سوم در سال ۱۳۶۶ به سبب اختلاف‌های موجود در جامعه روحانیت مبارز عده‌ای اعضای این جامعه از آن جدا شده و گروهی با نام مجمع روحانیون مبارز را بنیان نهادند. نقش محوری را در این انشعاب مهدی کروبی بر عهده داشت که رهبری مجمع را تا زمان خروجش از آن در سال ۱۳۸۴ بر عهده داشت. محمد موسوی خوئینی‌ها، محمد خاتمی و علی‌اکبر محتشمی‌پور از دیگر اعضای مهم این مجمع بودند با انشعاب از جامعه روحانیت مبارز، مجمع روحانیون مبارز را تأسیس نمودند. مجمع در انتخابات مجلس سوم پیروز شد و مهدی کروبی نایب رئیس اول مجلس شد. در همین دوران در ماجرای اعتراض حسینعلی منتظری، قائم‌مقام رهبری، به اعدام دسته‌جمعی هزاران زندانی سیاسی، کروبی با اینکه هیچ نقشی در این اعدام‌ها نداشت ولی متأثر از وفاداریش به خمینی، به انتقاد شدید از استاد سابقش منتظری پرداخت. نامهٔ سرگشاده‌ای با امضای مهدی کروبی و سید حمید روحانی و امام جمارانی خطاب به منتظری منتشر شد که حاوی انتقادات و اعتراضات تندی از منتظری بود. فقط ۳۵ روز بعد آیت الله منتظری از مقام خود کناره‌گیری کرد.
سرپرستی سازمان حج و زیارت از سال ۱۳۶۴ و عضویت در شورای بازنگری قانون اساسی هر دو با فرمان روح‌الله خمینی و ریاست دوره سوم مجلس شورای اسلامی از دیگر مسئولیت‌های مهم کروبی در این دوران بود.
شورای نگهبان در سال ۱۳۶۹ مهدی کروبی، به همراه دیگر شخصیت‌های سیاسی سرشناس مجمع روحانیون مبارز و وابسته به جناح چپ نظیر اسدالله بیات زنجانی، علی اکبر محتشمی پورر و هادی خامنه‌ای را در دومین انتخابات مجلس خبرگان رهبری رد صلاحیت کرد. هم چنین درانتخابات دوره چهارم مجلس در سال ۱۳۷۰ و در اولین انتخابات مجلس بعد از فوت روح‌الله خمینی، شورای نگهبان با تفسیری جدید از قانون، بر نظارت خود بر انتخابات افزود و بیشتر کاندیداهای نزدیک به مجمع روحانیون مبارز و جناح موسوم به خط امام را رد صلاحیت نمودند. دوره چهارم مجلس شورای اسلامی، برخلاف دور سوم، به کنترل جناح راستگرای محافظه‌کار درآمد و طیف همراه مهدی کروبی، در این دوره، در اقلیت قرار گرفتند.
مجمع روحانیون مبارز پس از این انتخابات فعالیت سیاسی خود را متوقف و اعلام سکوت سیاسی کرد. کروبی نیز به غیر از چند موضع‌گیری مانند اعتراض به دستگیری روزنامه‌نگارانی نظیر عباس عبدی در سال ۱۳۷۲ و اعتراض به عملکرد شورای نگهبان در این دوران فعالیت چندانی در صحنه سیاست کشور نداشت.

## دوران اصلاحات
دوران سکوت سیاسی مجمع روحانیون مبارز در ۲۴ مهر ۱۳۷۵ پایان یافت. یکی از اعضای اصلی این مجمع یعنی محمد خاتمی کاندیدای ریاست جمهوری شد و توانست به طرز غیرمنتظره‌ای با اختلاف بسیار پیروز رقابت شود.

## ریاست مجلس ششم

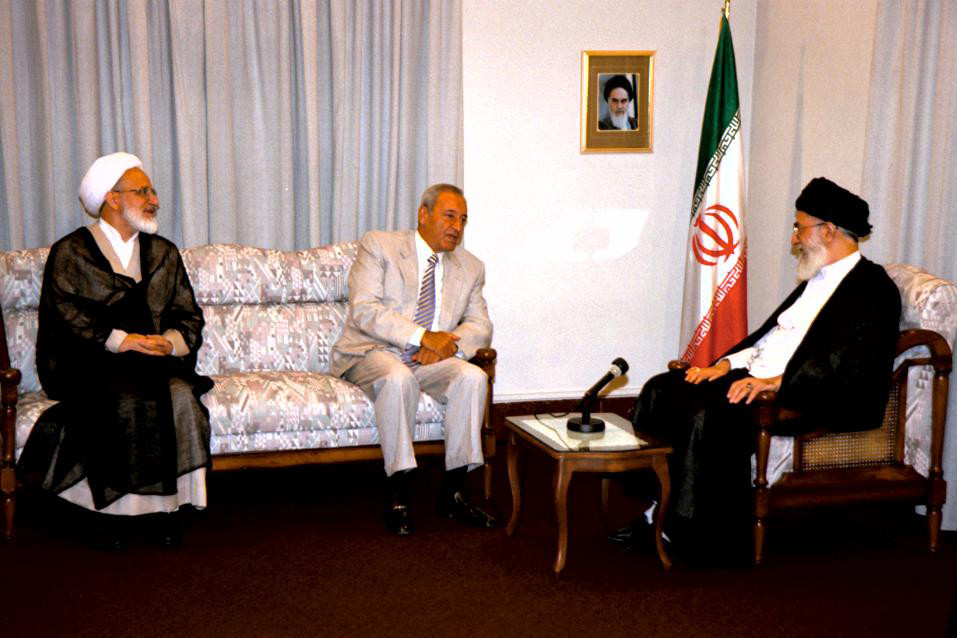
کروبی به در کنار نبیه بری رئیس پارلمان لبنان در ملاقاتش با سید علی خامنه‌ای

مهدی کروبی در سال ۱۳۷۸ تصمیم به حضور دوباره در مجلس شورای اسلامی گرفت. وی رأی بیست‌وچهارم شهر تهران را کسب کرد و به ریاست مجلسی رسید که اکثریت آن در اختیار اصلاح‌طلبان و مذهبیون چپ‌گرا بود.
کروبی در اولین روزهای آغاز به‌کار مجلس ششم طرح اصلاح قانون مطبوعات را از دستور بررسی مجلس خارج کرد. خامنه‌ای پیش از بررسی این طرح در نامه‌ای به کروبی از او خواست این طرح را مسکوت بگذارد و کروبی هم اطاعت کرد. به همین دلیل کروبی همواره در دوران ریاست مجلس مورد انتقاد اصلاح‌طلبان قرار داشت.
مهدی کروبی از سوی دیگر در چندین مورد اعتراض‌های سختی هم داشت. از جمله اعتراض او به به توقیف گسترده مطبوعات در سال ۱۳۷۹، اعتراض او به حکم اعدام هاشم آقاجری و اعتراض او به دستگیری حسین لقمانیان نماینده همدان.
در دوران ریاست مهدی کروبی بر مجلس ششم بسیاری از فعالان سیاسی و روزنامه‌نگاران زندانی شدند. دفتر وی همیشه به روی خانواده زندانیان سیاسی باز بود و او بسیاری از اوقات با استفاده از روابطی که با مقامات دیگر داشت موفق به کمک به آن‌ها می‌شد؛ نظیر کمک به آزادی اکبر گنجی و عمادالدین باقی.

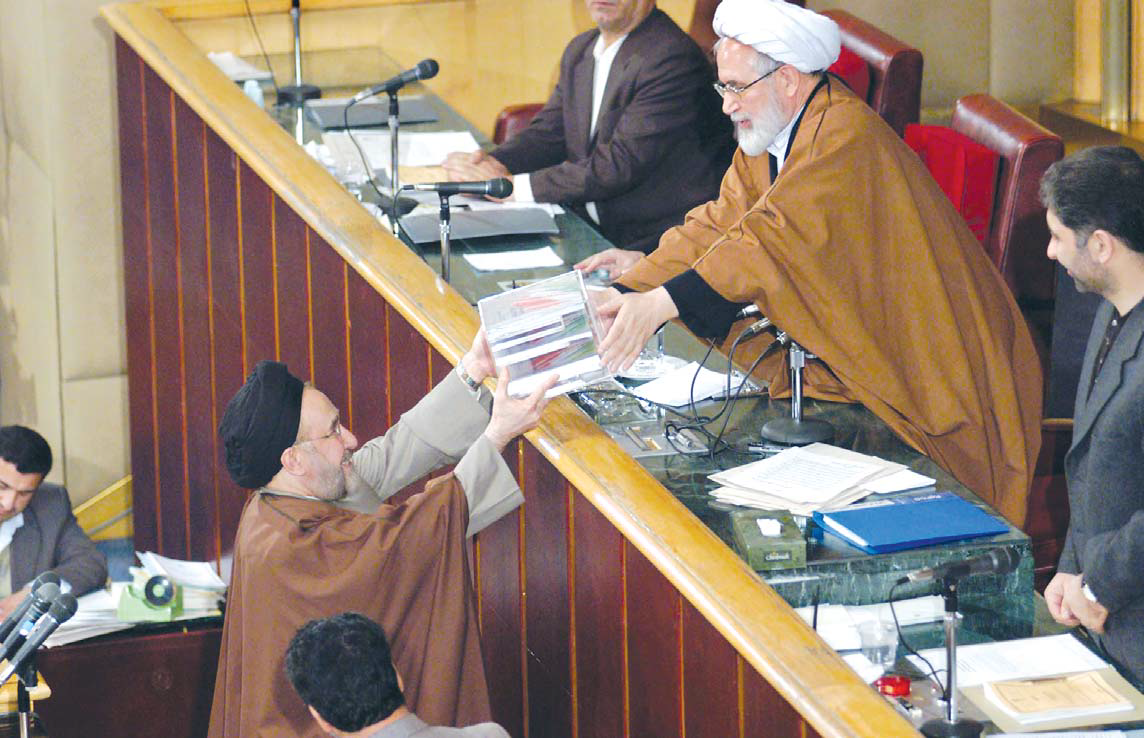
کروبی در حال دریافت پوشه برنامه بودجه سال ۱۳۸۳ از دست رئیس‌جمهور سید محمد خاتمی

در انتخابات مجلس هفتم شورای نگهبان بار دیگر تقریباً تمامی کاندیداهای اصلاح‌طلب از جمله دو نایب رئیس این مجلس و بیش از ۱۰۰ نمانیده دیگر را رد صلاحیت کرد. در حالی که تحصن نمایندگان و استعفای آن‌ها و تهدید سید محمد خاتمی وضعیت سیاسی کشور را در شرایط بحرانی قرار داده بود. کروبی در این انتخابات به مجلس راه نیافت. مهدی کروبی در بیانیه‌ای مشترک به همراه محمد خاتمی و مجمع روحانیون مبارز خطاب به احمد جنتی دبیر شورای نگهبان نسبت به رد صلاحیت‌های گسترده کاندیداهای اصلاح طلب، انتصاب به جای انتخاب و تخلف در شمارش آرا در انتخابات مجلس هفتم اعتراض کرد.

## انتخابات ریاست جمهوری ایران ۱۳۸۴
مهدی کروبی در انتخابات ریاست جمهوری ایران در سال ۱۳۸۴ شرکت کرد. بیشتر احزاب مهم اصلاح‌طلب و حتی بسیاری از اعضای مجمع روحانیون مبارز از مصطفی معین و اکبر هاشمی رفسنجانی حمایت کردند اما کروبی با شعار اعطای ۵۰ هزار تومان در هر ماه به هر ایرانی بالای ۱۸ سال به جمع‌آوری رأی طبقات فقیرتر جامعه امید داشت. وی در انتخاباتی نزدیک در جای سوم قرار گرفت در حالی‌که تا ساعت پایانی شمارش آراء در جای دوم قرار داشت. مهدی کروبی در بین ۸ نامزد شرکت‌کننده در انتخابات با ۵٫۰۷ میلیون نفر رأی (۱۷٫۳ درصد از کل آرا) و با آرایی نزدیک به محمود احمدی‌نژاد با ۵٫۷۱ میلیون نفر رأی (۱۹٫۵ درصد از کل آرا) و علی اکبر هاشمی رفسنجانی با ۶٫۱۶ میلیون نفر رأی (۲۱ درصداز کل آرا)، پس از احمدی‌نژاد و هاشمی رفسنجانی قرار گرفت و در بسیاری از شهرهای ایران به عنوان نفر اول انتخاب شد.

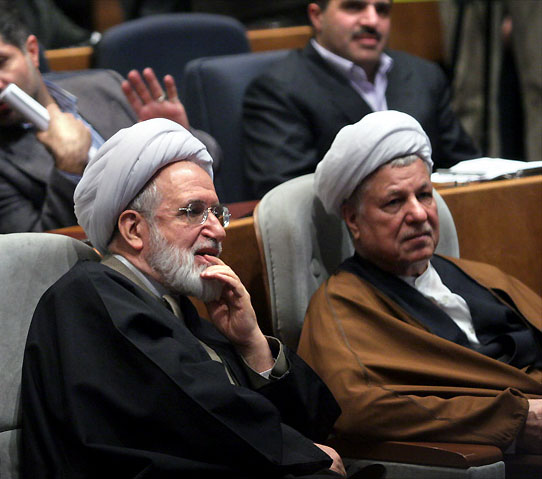
کروبی در کنار هاشمی رفسنجانی

اعتراض‌های شدید کروبی پیش از اعلام رسمی نتیجه انتخابات آغاز شد. کروبی از جمله به این نکته اشاره می‌کرد که شورای نگهبان در استان خراسان جنوبی ۲۹۸٬۰۰۰ رأی شمرده در حالی‌که پیش از آن تعداد افراد واجد شرایط فقط ۲۷۰٬۰۰۰ اعلام شده بود. او نامه سرگشاده بی‌سابقه‌ای را خطاب به علی خامنه‌ای منتشر کرد. وی در این نامه مجتبی خامنه‌ای و فرماندهان سپاه را به تقلب در انتخابات متهم کرد:
اخباری مبنی بر حمایت فرزند محترم شما - آقا سید مجتبی - از یکی از کاندیداها منتشر شد که پس از به تواتر رسیدن این اخبار نگران شدم که مبادا این موضوع مرتبط با دیدگاه حضرتعالی باشد… در عین حال کماکان خبرهایی در مورد فعالیت ایشان به نفع یکی از کاندیداها - که سه روز قبل از انتخابات ناگهان ستاره بخت او افول کرد و عنایت‌ها به طرف فرد دیگر سرازیر شد - و حتی رفت‌وآمد به ستاد انتخاباتی آن کاندیدا منتشر شد.
کروبی پس از انتشار یک پاسخ کوتاه و تند از خامنه‌ای با انتشار نامه‌ای دیگر اعلام کرد که از تمام مسئولیت‌های خود در حکومت از جمله مشاور رهبری و عضویت مجمع تشخیص مصلحت نظام خارج می‌شود.
او از مجمع روحانیون مبارز نیز خارج شد تا مقدمات تشکیل حزب اعتماد ملی را فراهم کند. هاشمی رفسنجانی و مصطفی معین نیز نسبت به این انتخابات اعتراض داشتند. در این دوره از انتخابات، از میان هشت نامزد، محمود احمدی‌نژاد در دور دوم به ریاست جمهوری رسید.

## بین دو رقابت در انتخابات‌های ریاست جمهوری

### حزب اعتماد ملی
حزب تازه مهدی کروبی در سال ۱۳۸۴ با نام حزب اعتماد ملی تأسیس شد. دفتر حزب و روزنامه اعتماد ملی پس از انتخابات ۱۳۸۸ و افشاگری‌های مهدی کروبی دربارهٔ تقلب در انتخابات و شکنجه و تجاوز جنسی معترضان نتایج انتخابات توسط دولت محمود احمدی‌نژاد تعطیل و پلمپ شد. پس از بسته شدن روزنامه و حزب اعتماد ملی تظاهرات و اعتراضاتی مردمی صورت گرفت که با سرکوب نیروهای بسیج و سپاه پاسداران خاتمه یافت. اسماعیل گرامی مقدم، سخنگوی حزب اعتماد ملی نیز پس از پلمپ شدن دفتر حزب اعتمادملی گفت: «حوالی ساعت ۱۵ تعدادی از مأموران با حکم دادستان تهران با مراجعه به دفتر آقای کروبی واقع در جمشیدیه تهران ضمن بازرسی محل کار ایشان مبادرت به جمع‌آوری اسناد و مدارک موجود و نیز CD، رایانه و فیلم کردند».
وی افزود: «مأموران همچنین افرادی را که برای ملاقات با آقای کروبی به دفتر ایشان آمده بودند را به همراه شخص دبیرکل به خارج از ساختمان هدایت کردند».
هم چنین پس از پلمپ شدن دفتر حزب اعتماد ملی، سردبیر سایت اعتماد ملی بازداشت شد. مهدی کروبی پس از پلمپ شدن دفتر حزب اعتماد ملی با نوشتن نامه‌ای خطاب به صادق لاریجانی رئیس قوه قضاییه به پلمپ شدن دفتر حزب اعتماد ملی اعتراض کرد و خواستار رسیدگی به پرونده شکنجه و تجاوز زندانیان سیاسی پس از انتخابات ریاست جمهوری دهم در زندان‌های ایران شد.
با آغاز کار دولت حسن روحانی که کاندیدای اصلاح طلبان در انتخابات ریاست جمهوری ۱۳۹۲ بود، زمزمه‌هایی از آغاز فعالیت حزب اعتماد ملی شنیده شد، تا این که در ۹ دی ۱۳۹۲ ،رسول منتجب نیا، قائم مقام حزب اعتماد ملی اعلام کرد که وزیر کشور، عبدالرضا رحمانی فضلی از این حزب برای شرکت در نشست وزارت کشور دعوت کرده است. منتجب نیا همچنین در پاسخ به این سؤال که آیا حزب اعتماد ملی پلمپ است؟ گفت: «اگر پلمپ بودیم به جلسه وزیر کشور دعوت نمی‌شدیم.» در ۱۴ دی ۱۳۹۲، رسول منتجب نیا به عنوان نماینده حزب اعتماد ملی در نشست احزاب با وزیر کشور، عبدالرضا رحمانی فضلی شرکت کرد. در این نشست منتجب نیا ضمن اشاره تلویحی به غارت اسناد حزب اعتماد ملی در جریان انتخابات ریاست جمهوری ۱۳۸۸ و اعتراض مهدی کروبی به نتایج انتخابات گفت: «امیدواریم وزارت کشور نسبت به برخی احزاب تعیین تکلیف کند، احزابی که اکنون مدارکش به تاراج رفته و هیچ نهاد و مقامی نیز مسئولیت آن را نپذیرفته‌اند.»
پس از ایجاد اختلافات در حزب اعتماد ملی بر سر پذیرش استعفای مهدی کروبی، سرانجام با جدا شدن رسول منتجب نیا و جمع کثیری از یاران مهدی کروبی از اعتماد ملی که مخالف استعفای کروبی بودند و تأسیس حزب جمهوریت ایران اسلامی، در نیمه اسفند ماه ۱۳۹۹، شورای مرکزی حزب اعتماد ملی استعفای دبیرکل این حزب را پذیرفت و الیاس حضرتی را به عنوان جایگزین او انتخاب کردند.

### تلویزیون صبا
مهدی کروبی در سال ۱۳۸۴ اعلام کرد که قصد دارد یک تلویزیون ماهواره‌ای به نام صبا راه‌اندازی کند. مهدی کروبی، بهروز افخمی فیلمساز نامدار ایرانی را، برای سرپرستی امور مربوط به تلویزیون ماهواره‌ای صبا انتخاب کرد.
از آنجایی که قوانین جمهوری اسلامی، اجازه تأسیس تلویزیون خصوصی را به کسی نمی‌داد، دست‌اندرکاران راه‌اندازی تلویزیون صبا، اعلام کردند که برنامه‌های خود را از شهر دوبی پخش خواهند کرد. اما در انتها صبا موفق به آغاز برنامه‌های خود نشد.

## انتخابات ریاست جمهوری ایران ۱۳۸۸
مهدی کروبی، از نامزدهای دوره دهم ریاست جمهوری ایران بود. وی اولین فردی بود که حضورش را در انتخابات اعلام کرد و حتی از ۴ سال پیش و در پی عدم موفقیت در انتخابات دوره نهم، با تشکیل حزب اعتماد ملی، جهت حضور در این انتخابات برنامه‌ریزی کرد. وی در ۲۱ مهر ۸۷ به‌طور رسمی نامزدی‌اش را اعلام کرد و در روز ۱۹ اردیبهشت ۸۸ با حضور در ستاد انتخابات ثبت نام کرد. او در این دوره به همراه سه نامزد دیگر برای سمت ریاست جمهوری رقابت می‌کرد. کروبی با کسب ۳۳۳٬۶۳۵ رأی چهارم شد. آرای کروبی از تعداد آرای باطله کمتر بود. در حالی که در انتخابات ریاست جمهوری ایران (۱۳۸۴)، مهدی کروبی با ۵٫۰۷ میلیون نفر رأی (۱۷٫۳ درصد از کل آرا) و با آرایی نزدیک به محمود احمدی‌نژاد ۵٫۷۱ میلیون نفر رأی (۱۹٫۵ درصد از کل آرا) در بین ۸ نامزد شرکت‌کننده در جای سوم قرار گرفت و این اختلاف آرای بالا نسبت به انتخابات پیشین از جمله دلایل اعتراض کروبی نسبت به نتایج انتخابات بود.

## پس از انتخابات ۱۳۸۸
در تاریخ ۱۱ شهریور ۱۳۸۸ مهدی کروبی با نگارش نامه‌ای خطاب به حسینعلی منتظری از حمایت‌های ایشان از خویش در حوادث پس از انتخابات تقدیر کرد.

در قسمتی از این نامه آمده است:
از اینکه بخاطر برخی حوادث و تعرضات پیش آمده بعد از انتخابات دور دهم ریاست جمهوری برای اینجانب، از این حقیر تفقد نمودید و طی نامه‌ها و بیاناتی اظهار تاسف فرمودید لازم دانستم بدین وسیله تشکر و قدردانی خود را اعلام دارم.
مهدی کروبی از حامیان اصلی تظاهرات جنبش سبز پس از اعتراضات به نتایج انتخابات بود و در تظاهرات‌هایی نظیر ۲۵ خرداد، تظاهرات مسجد قبا در ۸ تیر ماه، نماز جمعه ۲۶ تیر ماه، مراسم بزرگداشت کشته شدگان جنبش سبز در ۸ مرداد ماه، تظاهرات روز قدس، تظاهرات ۱۳ آبان ماه و تظاهرات ۲۲ بهمن در حمایت از جنبش سبز حضور پیدا کرد.
مهدی کروبی پس از اعتراضها به نتایج انتخابات ۱۳۸۸ خواهان ابطال انتخابات، نظارت مجلس خبرگان رهبری بر رهبری، محدود کردن اختیارات رهبری و تعیین نوع حکومت از جانب مردم شد.
مهدی کروبی همچنین پس از اعتراضها به نتایج انتخابات ریاست جمهوری ۱۳۸۸ به همراه عبدالکریم سروش، در فهرست مجله فارن پالیسی در بین ۱۰۰ چهره اندیشمند و تأثیرگذار در سال ۲۰۱۰ میلادی قرار گرفت. فارن پالیسی زنده نگه داشتن روح جنبش سبز را دلیل انتخاب مهدی کروبی ذکر کرده است. این نشریه مهدی کروبی را هم یک نماد منحصربه‌فرد در میان رهبران مخالف دولت ایران توصیف کرده که باوجود سرکوب شدید با شجاعت به بیان انتقادهایش ادامه می‌دهد.
فارن پالیسی با اشاره به اقدامات مهدی کروبی در اعتراض به بدرفتاری با زندانیان، می‌نویسد: «او همچنان انتقادهای شدیدش را در زمینه نحوه مدیریت دولت و نیز نفوذ رو به رشد سپاه پاسداران در اداره کشور بیان می‌کند و همین شجاعت، او را با خطرات زیادی مواجه کرده است. از جمله حمله‌های مداوم به منزلش و تهدیدهای مداوم مقامات قضایی در محاکمه او.»
مهدی کروبی پس از اعتراضها به نتایج انتخابات دهم بارها از سوی حامیان علی خامنه‌ای رهبر جمهوری اسلامی ایران تهدید به دستگیری شد. او در دی ماه ۱۳۸۹ پس از سالگرد اعتراضات مردمی در روز عاشورا و تهدید حامیان علی خامنه‌ای به دستگیری او، با نوشتن نامه‌ای آمادگی خود را برای محاکمه در دادگاه علنی اعلام کرد. در قسمت‌هایی از این نامه آمده است:
در تصورم نمی‌گنجد اوج خشونتی که بتواند در نظام اسلامی در ظرف چند روز ۴ جوان را زیر شکنجه به قتل برسانند. من از همین‌جا اعلام می‌کنم که بیدی نیستم که با این بادها بلرزم و کاملاً از این دادگاه استقبال می‌کنم و برای همه مواضع ام ادله محکمی دارم چرا که ۲۱ سال است با این قضایا درگیر بوده‌ام و آرامشی هم نداشته‌ام.

### افشاگری دربارهٔ تجاوز جنسی در زندان‌های ایران
در ۱۸ مرداد ماه سال ۱۳۸۸ مهدی کروبی در نامه‌ای به هاشمی رفسنجانی از او تقاضا کرد که در مورد تجاوز جنسی به پسران جوان و زنان در زندان‌های ایران تحقیق شود.
وی در این نامه نوشته بود:
عده‌ای از افراد بازداشت شده مطرح نموده‌اند که برخی افراد با دختران بازداشتی با شدتی تجاوز نموده‌اند که منجر به ایجاد جراحات و پارگی در سیستم تناسلی آنان گردیده است. از سوی دیگر افرادی به پسرهای جوان زندانی با حالتی وحشیانه تجاوز کرده‌اند به‌طوری‌که برخی دچار افسردگی و مشکلات جدی روحی و جسمی گردیده‌اند و در کنج خانه‌های خود خزیده‌اند.
این زندانیان به علت شرکت در تظاهرات پس از انتخابات ریاست جمهوری ایران در سال ۱۳۸۸ زندانی شده بودند. طرح این موضوع باعث واکنش‌هایی در بین مقامات ایران شد علی لاریجانی هرگونه تجاوز جنسی را رد کرد و چندین امام جمعه علیه این سخنان کروبی موضع گرفتند. ولی کروبی بار دیگر بر ادعای خود تأکید کرد وبا انتشار نامه‌ای از مهدی کروبی در روزنامه اعتماد ملی درپاسخ به مخالفان طرح این موضوع، خبر تعطیلی این نشریه منتشر شد.
مهدی کروبی با ارائه مستنداتی نظیر فیلم، سی‌دی، نظرات پزشکان و اسناد گواهی پزشکی قانونی از بازداشت شدگان آسیب دیده پس از انتخابات مانند ترانه موسوی به صادق لاریجانی رئیس قوه قضاییه، خواستار تشکیل کمیته‌ای ویژه جهت رسیدگی به تخلفات صورت گرفته پس از انتخابات در زندان‌های ایران به ویژه بازداشتگاه کهریزک شد. او هم چنین از ملاقات یکی از بازداشت شدگان آسیب دیده پس از انتخابات با علی مطهری خبر داد.
هم چنین محمد داوری روزنامه‌نگار و سردبیر سایت سحام نیوز (سایت رسمی حزب اعتماد ملی) متهم به افشای شکنجه‌ها و تجاوزهای جنسی در زندان‌های ایران شد. مهدی کروبی در نامه‌ای به دادستان تهران، مسئولیت تمام اسناد و فیلم‌هایی را که به عنوان مستندات وجود شکنجه و تجاوز جنسی در زندان‌های ایران ارائه کرده بود بر عهده گرفت و محمد داوری را تنها فیلمبردار مصاحبه‌ها عنوان کرد و گفت او هیج نقش دیگری در این ماجرا نداشته است.
محمد داوری به همراه محمدحسین سهرابی راد عضو ستاد انتخاباتی مهدی کروبی و مهدی محمودیان نیز از افشاکنندگان کشتار و شکنجه‌های بازداشتگاه کهریزک بودند که پس از انتخابات ریاست جمهوری دهم ایران دستگیر و زندانی شدند. این در حالی است که پنجاه و هفت تن از نمایندگان مجلس به دنبال گزارش کمیته حقیقت یاب در نامه‌ای خطاب به رؤسای دو قوه مجریه و قضائیه، خواستار برخورد جدی و بدون ملاحظه با عاملان و مسببین حوادث بازداشتگاه کهریزک به ویژه سعید مرتضوی دادستان وقت تهران شده بودند.

### انتقاد به کشتار مردم ایران در عاشورای ۱۳۸۸

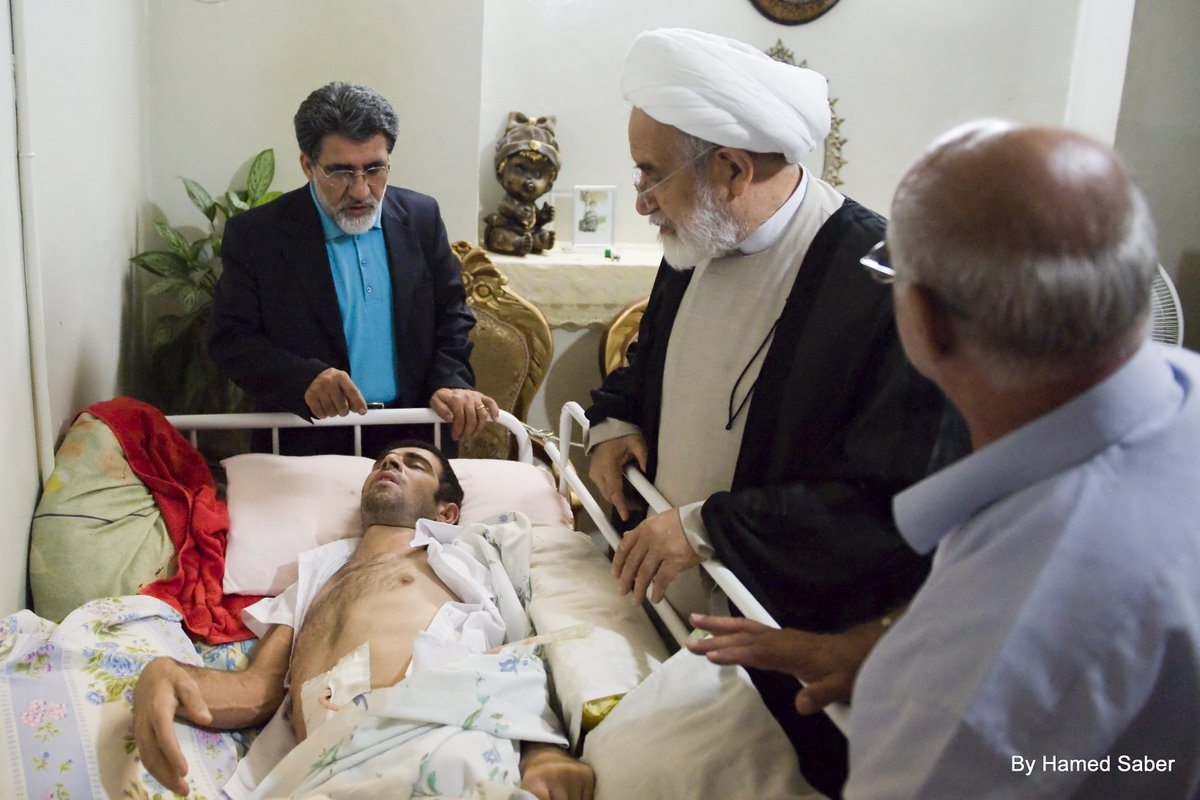
کروبی در حال بازدید از آسیب دیدگان

مهدی کروبی در اعتراض به کشتار مردم ایران در اعتراضات عاشورای ۱۳۸۸ با وصف‌ناپذیر خواندن خشونت‌های روز عاشورا گفت که حتی شاه هم حرمت عاشورا را نگاه داشت. وی در ادامه نوشت که حکومت در روز عاشورا دست بر خون مردم برده و جماعتی وحشی را به جان مردم انداخته است. او خشونت‌ها علیه مردم معترض در روز عاشورا را گناهی نابخشودنی دانست و خطاب به عاملان این حوادث نوشت که «اگر دین ندارید، لااقل آزادمرد باشید.»
چندی بعد در ۱۶ اسفند ۱۳۸۸ مهدی کروبی به حکم اعدام محمد امین ولیان که در اعتراضات عاشورای ۱۳۸۸ بازداشت شده بود اعتراض کرد و خواستار لغو این حکم شد و گفت:
برخی مسئولان سنجیده یا نسنجیده و حتی عامدانه حرکت‌های خیابانی و اعتراضات را محاربه اعلام کردند که این امر مایه تاسف است. متأسفانه برخی مسئولان قضایی خوراک برای دشمنان و برخی رسانه‌های خارجی تهیه و دوستان را در سطح جهان منفعل می‌کنند.

### سوء قصد در شهر قزوین
جمعه شب، ۱۸ دی ۱۳۸۸، در حالی که مهدی کروبی جهت شرکت در مراسم سوگواری ماه محرم در شهر قزوین به سر می‌برد تجمعی در مقابل محل اقامت کروبی صورت گرفت، در حین ترک این محل، تجمع کنندگان با تخم‌مرغ و آجر به خودروی وی حمله کرده و همچنین دو تیر به خودرو اصابت می‌کند یکی به شیشه جلو و یکی هم به شیشه عقب، با توجه به اینکه خودرو ضدگلوله بود جدار رویی شیشه عقب می‌شکند و شیشه جلو نیز ترک برمی‌دارد.
در اولین واکنش به این موضوع فرمانده نیروی انتظامی قزوین این مسئله را تکذیب کرده و این اقدام با واکنش، حسین کروبی، فرزند مهدی کروبی مواجه شد. کروبی پس از این حادثه، محافظان خود را مرخص نمود و در دیدار با خانواده عمادالدین باقی گفت:
این نوع اقدامات نه تنها در اراده من خللی ایجاد نمی‌کند بلکه عزمم را در احقاق حقوق معطل مانده مردم جدی تر می‌کند و به گردانندگان جریان تمامیت‌خواه اعلام می‌نمایم که تا آخرین قطره خون ازاین راه و هدف مقدس برنخواهم گشت.
هیچ فرد یا مجموعه‌ای مسئولیت این حادثه را بر عهده نگرفت، مهدی کروبی ۳ روز پس از این حادثه بیانه‌ای رسمی منتشر کرد و در آن گفت: «خود و خانواده‌ام را آماده هرگونه مصیبتی ساخته‌ام.»
سوء قصد به مهدی کروبی دو ماه پس از حمله نیروهای امنیتی به مهدی کروبی در نمایشگاه مطبوعات و تظاهرات ۱۳ آبان، دو هفته پس از ترور سید علی حبیبی موسوی خامنه و ۴ روز پیش از ترور مسعود علی‌محمدی انجام گرفت.

### مورد حمله قرار گرفتن در مراسم ۲۲ بهمن ۱۳۸۸
مهدی کروبی در آستانهٔ سی و یکمین سالگرد پیروزی انقلاب ایران (۱۳۵۷) با انتشار بیانیه‌ای از مردم دعوت کرد تا در راهپیمایی‌ای که هر سال برای گرامیداشت این روز به سمت میدان آزادی صورت می‌گیرد شرکت کنند و این دعوت مورد استقبال جنبش سبز قرار گرفت. همچنین وبگاه رسمی حزب اعتماد ملی در روز ۲۱ بهمن مسیر و زمان حرکت کروبی را اعلام کرد.
در مراسم ۲۲ بهمن ماه ۱۳۸۸، مهدی کروبی در حالی که همراه با جمعیت راهپیمایان در حال حرکت از بزرگراه اشرفی اصفهانی به سمت بزرگراه محمدعلی جناح بود به محض ورود به فلکهٔ دوم صادقیه، از سوی نیروهای یگان ویژهٔ سپاه پاسداران مورد حمله با گاز اشک‌آور قرار گرفت و باوجود حملهٔ این نیروها از خودروی خود پیاده شد که در این هنگام به علت حجم بالای شلیک گلوله‌های دودزا و گاز اشک‌آور و ایجاد مشکل تنفسی برای وی؛ همراهان آقای کروبی ایشان را سریعاً از محل خارج کردند. همچنین مهاجمان با سردادن شعار علیه کروبی و پرتاب سنگ موجب پراکندگی حامیان کروبی از اطراف ایشان شدند. در این حادثه علی کروبی، فرزند مهدی کروبی توسط نیروهای امنیتی دستگیر شد و به مسجد امیرالمؤمنین منتقل شد و به شدت مورد شکنجه و تهدید قرار گرفت که منجر به انتشار نامه‌ای سرگشاده از سوی فاطمه کروبی (همسر مهدی کروبی) خطاب به سید علیخامنه‌ای شد. همچنین حسین کروبی، فرزند دیگر وی، حملات مأموران حکومتی به مهدی کروبی و هواداران پیرامون او در مراسم این روز را خشن‌ترین برخورد هشت‌ماهه اخیر خواند و گفت که افزون بر شلیک گاز اشک‌آور توسط نیروی انتظامی، لباس شخصی‌ها با اسپری‌های ویژهٔ دفاع شخصی، گاز اشک‌آور را به صورت مهدی کروبی می‌پاشیدند، عواقب این حملات، سوزش شدید صورت و ریهٔ کروبی پس از چند ساعت و نیز راهی شدن یکی از محافظان او به بیمارستان بوده است.

### درخواست همه‌پرسی و راهپیمایی معترضان
مهدی کروبی پس از تظاهرات روز ۲۲ بهمن در پی دو مرتبه دیدار با میرحسین موسوی، با انتشار بیانیه‌ای در روز ۳ اسفند ۱۳۸۸ ضمن محکوم کردن بهره‌برداری جناحی خاص از راهپیمایی ۲۲ بهمن، خواستار مجوز تظاهرات آزاد جنبش سبز و برپایی همه‌پرسی شد. کروبی حاکمیت را متهم کرد که «حداکثر تلاش خود را برای مهندسی تظاهرات ۲۲ بهمن به کار بردند و از سراسر کشور با صدها اتوبوس و قطار نیرو به تهران اعزام کردند». کروبی در این بیانیه گفت:
می‌خواهم بر اساس حق مسلم مردم، طبق اصل ۲۷ قانون اساسی، مجوز بدهند که در میدانی در تهران راهپیمایی از طرف ما برگزار شود تا اقلیت و اکثریت مشخص شود، امنیتش را هم خودمان تأمین می‌کنیم و تضمین می‌دهیم که این راهپیمایی با پرهیز از هرگونه شعار ساختارشکن برگزار شود. کارنامه انتخابات دهم ریاست جمهوری نشان داد که تنها رفراندوم است که می‌تواند راهگشای ما برای عبور از این تنگناها باشد.
هم چنین در خرداد ماه ۱۳۸۹ در دیدار با میر حسین موسوی خواستار صدور مجوز راهپیمایی آرامی از میدان امام حسین تا میدان آزادی از استاندار تهران در روز ۲۲ خرداد ۱۳۸۹ در اعتراض به تقلب در انتخابات ۱۳۸۸ شد.

### حمله لباس شخصی‌ها در قم
مهدی کروبی در ۲۳ خرداد ۱۳۸۹ پس از دیدار با یوسف صانعی در قم با حمله نیروهای لباس شخصی به خودروی حامل وی مواجه شد و مانع از بازگشت مهدی کروبی به تهران شدند. در این حمله علیه مهدی کروبی، میرحسین موسوی، هاشمی رفسنجانی و سید حسن خمینی شعارهایی از سوی حامیان آیت‌الله علی خامنه‌ای داده شد. هم چنین در این روز بیت یوسف صانعی و حسینعلی منتظری تخریب شد و بیت حسینعلی منتظری پس از حمله نیروهای لباس شخصی پلمپ شد. این حملات واکنش‌هایی از سوی میر حسین موسوی، احمد منتظری و محمد خاتمی را در پی داشت.

### حمله به خانه کروبی در شب‌های قدر
در شب‌های قدر و در بین روزهای ۹ شهریور تا ۱۲ شهریور ۱۳۸۹ چندین تجمع اعتراضی در برابر خانه مهدی کروبی انجام گرفت که در مواردی به درگیری ختم شد. معترضان با پاشیدن رنگ و شکست شیشه‌های خانه و با استفاده از گاز اشک‌آور و سلاح گرم و سرد به خانه کروبی حمله نمودند. این تجمع در روز ۱۲ شهریور روز قدس ادامه یافت. مهاجمان اقدام به پرتاب سنگ، پاشیدن رنگ و سرقت دوربین‌های امنیتی نمودند. در این درگیری سر تیم محافظان کروبی مورد ضرب و شتم قرار گرفته و راهی بیمارستان شد.

#### واکنش‌ها
این حملات واکنش‌های زیادی را در بین احزاب و شخصیت‌های سیاسی برانگیخت.

##### مجمع روحانیون مبارز
مجمع روحانیون مبارز، در بیانیه‌ای حمله به خانه کروبی را محکوم نمود. «حمله وحشیانه به بیت یار دیرین انقلاب و شخصیت رنج کشیده‌ای که عمر خود را در دفاع از آرمان‌های امام و انقلاب و خدمت به مردم صرف کرده است یعنی حضرت حجت‌الاسلام و المسلمین آقای کروبی و تخریب منزل و تیراندازی به سوی آن و سردادن شعارهای وقیحانه، حادثه‌ای نیست که به سادگی بتوان از کنار آن عبور کرد.»

##### مجمع مدرسین و محققین حوزه علمیه قم
مجمع مدرسین و محققین حوزه علمیه قم، با محکوم نمودن حملات به خانه کروبی اعلام نمود «این اقدامات ناشایست در شأن نظام اسلامی نیست و خواسته یا ناخواسته به مشروعیت نظام لطمه می‌زند.»

##### جبهه مشارکت
جبهه مشارکت، در نامه‌ای ضمن محکوم کردن حملات سازماندهی شده لباس شخصی‌ها خطاب به کروبی نوشت: «آنها از اعلام حضور ساده شما در راهپیمائی روز قدس چنان به هراس افتادند که چاره‌ای جز محاصره منزل شما به منظور جلوگیری از حضورتان در راهپیمائی ندیدند و ناگزیر شدند راهپیمائی روز قدس را زیر پوشش شدیدترین اقدامات امنیتی برگزار کنند چرا که می‌ترسیدند حضور شما و مردم معترض، رنگ سبز اعتراض به هر نوع ظلم را به این راهپیمائی بدهد.»

##### سپاه محمد رسول‌الله
دو روز بعد از پایان حملات، سپاه محمد رسول‌الله تجمع در برابر خانه مهدی کروبی را انکار و محکوم کرد. در این بیانیه از خودسرها به عنوان عامل این حوادث یاد شده است. سایت‌های وابسته به اصولگرایان نیز به نقل از سردار نقدی این حملات را «شایعه حمله به منزل کروبی» نامیدند.

##### محمد خاتمی
محمد خاتمی، در تماسی تلفنی با کروبی با اظهار تاسف نسب به این حادثه گفت: «با کمال تاسف عدم برخورد جدی با چنین پدیده‌ای باعث جری‌تر شدن قانون شکنان و هیاهوگران شده است.»

##### دیگر واکنش‌ها
بیات زنجانی، در تماسی تلفنی این حوادث را محکوم نمود و از ایستادگی کروبی در برابر این حملات تقدیر کرد. او همچنین با صدور بیانیه‌ای جسارت و بی‌حرمتی به انسان را نوعی جنگ و محاربه با خدا دانست.
امید نوری‌پور، نماینده پارمان آلمان از حزب سبزها نسبت به خطرات جانی که مهدی کروبی را تهدید می‌کند هشدار داد و از اتحادیه اروپا خواست در این مورد واکنش نشان دهد.

#### دیدارها
پس از پایان یافتن حملات یاسر خمینی نوه روح‌الله خمینی به دیدار کروبی رفت. او از خسارت‌ها بازدید نمود و رفتار مهاجمان را غیرانسانی توصیف کرد.
میرحسین موسوی، پس از پایان تجمعات به همراه زهرا رهنورد به دیدار کروبی رفت و پس از بازدید از خسارت‌ها گفت: «اینکه این افراد حرمت این شب‌ها را نگه نمی‌دارند و این اقدامات سخیف را صورت می‌دهند، نشان از بیگانگی و ناآشنایی آنان با اصول اسلام است. ابتدا اقدام به تخریب و تجاوز به حقوق مردم می‌کنند و چند دقیقه بعد مراسم دعا برگزار می‌کنند. این خود نشان از دوگانگی در رفتار و عقاید است.»
اعضای مجمع روحانیون مبارز پس از اتمام حملات در دیدار با کروبی خواستار رسیدگی سریع مراجع قانونی نسبت به این حادثه شدند. غلام‌حسین کرباسچی و یاسر هاشمی رفسنجانی در تماس تلفنی و با حضور در خانه کروبی از او دلجویی نمودند.

#### نامه فاطمه کروبی به خامنه‌ای
فاطمه کروبی، همسر مهدی کروبی پس از این حملات در نامه‌ای خطاب به علی خامنه‌ای نسبت به اذیت و آزارهای لباس شخصی‌ها اعتراض کرد. او در این نامه نوشت: «اختلاف همسرم با جنابعالی در مسائلی که همگان بر آن واقفند چه ارتباطی با حق زیستن خانواده و آسایش و آرامش همسایگان ما دارد؟ آقای کروبی بارها گفته‌اند که آماده پرداخت هر هزینه‌ای بابت این اختلاف در نگرش هستند.»

### درخواست اعدام کروبی از سوی نمایندگان مجلس
پس از اعتراضات جنبش سبز در ۲۵ بهمن ۱۳۸۹ و در خواست مشترک مهدی کروبی و میرحسین موسوی رهبران جنبش سبز، برای حضور هواداران جنبش سبز در تظاهرات ۲۵ بهمن ۱۳۸۹ در حمایت از قیام مردم مصر و تونس، ۲۳۳ نماینده مجلس شورای اسلامی پس از نطق علی لاریجانی علیه میرحسین موسوی و مهدی کروبی و مفسد فی‌الارض خواندن آنها، در مقابل جایگاه هیئت رئیسه مجلس تجمع کردند و با سر دادن شعارهایی نظیر ' ما همه سرباز تو هستیم خامنه‌ای؛ گوش به فرمان تو هستیم خامنه‌ای '، ' ای رهبر آزاده آماده‌ایم آماده'، ' مرگ بر موسوی، کروبی و خاتمی ' و ' موسوی و کروبی اعدام باید گردند' خواستار اعدام موسوی و کروبی شدند.
فاطمه کروبی، همسر مهدی کروبی با نوشتن نامه‌ای خطاب به علی لاریجانی رئیس مجلس شورای اسلامی نسبت به این اقدام نمایندگان مجلس، حصر خانگی، قطع ارتباطات از جمله تلفن و اینترنت مهدی کروبی و جلوگیری از دیدار با اعضای خانواده اش اعتراض کرد. در قسمت‌هایی از این نامه آمده است:
 جنابعالی به خوبی می‌دانید که از پنج شنبه در حصر کامل نیروهای امنیتی هستیم که بنحوی که فرزندانم را نیز به منزل راه نمی‌دهند، تلفن‌های ارتباطی همگی قطع می‌باشد، از ادامه درمان این حق اولیه‌ام نیز ممانعت به عمل آمده و نیروهای امنیتی دیشب هم‌زمان با حمله اوباش شبانه با شکاندن درب آپارتمان فرزندم محمد حسین بدون حضور او به منزلش یورش بردند. از آنجا که سخن از قانون گرایی کرده‌اید، موجب امتنان است معیارهای قانونی برای این رفتارهای مذبوحانه، غیرانسانی و البته کودکانه که هیچ خللی در انتخاب راه همسرم ایجاد نمی‌کند را جهت اطلاع اینجانب و تنویر افکار عمومی معین نمائید.
مهدی کروبی نیز در پیامی جداگانه از طریق یکی از مشاورانش به نام مجتبی واحدی، در اعتراض به این اقدام نمایندگان مجلس گفت:
 کروبی بار دیگر آمادگی خود را برای محاکمه در یک دادگاه علنی اعلام و خطاب به سران حکومت گفت: اگر غیرت و شجاعت دارید لااقل مانند حکومت شاه رفتار کنید که اگر مبارزانی مانند طالقانی، گلسرخی، بخارایی و ده‌ها مبارز با اندیشه‌های متفاوت را به بند می‌کشید، اجازه انتشار محاکمات آن‌ها در رسانه‌ها را می‌داد. کروبی پیامی هم برای آقایان قالیباف، ناطق نوری و حسن روحانی داشت. او با اشاره به اینکه شکستن هم‌زمان سکوت این سه نفر و برخی ظرایف موجود در اظهار نظر آن‌ها و نیز همزمانی آن با اطلاعیه دستوری هیئت رئیسه خبرگان، هر نوع تردید در خصوص الزام آقایان به اظهار نظر را برطرف می‌کند، از این سه نفر خواست با صدور اطلاعیه‌ای، محاکمه علنی او و اجازه انتشار دفاعیاتش در رسانه‌ها را نیز خواستار شوند.

### حجاب اجباری
مهدی کروبی در ۲۳ تیر ۱۴۰۱ گفت هیچ‌کس نباید طرفدار کشف حجاب باشد.

## حصر خانگی
پس از اعتراضات جنبش سبز در ۱ اسفند ۱۳۸۹، نیروهای بسیج و لباس شخصی به خانه مهدی کروبی از رهبران جنبش سبز حمله کرده و با بستن کوچه، شکستن شیشه‌های خانه و پرتاب سه نارنجک اقدام به تخریب خانه مهدی کروبی کردند و علی کروبی فرزند مهدی کروبی را دستگیر کردند. مهدی کروبی پس از این حملات به خانه‌اش از محافظانش خواست خانه را ترک کنند و به آن‌ها گفت: «به آن‌ها بگویید یا باید با حکم قضایی و دادگاهی عادل وارد شوند یا جنازهٔ مرا از این خانه بیرون ببرند، و تا آخرین لحظه و قطرهٔ خون خواهم ایستاد.» او پیش از این روز نیز، در نامه‌ای به صادق لاریجانی رئیس قوه قضاییه نسبت به این حملات اعتراض کرده بود. مأموران امنیتی در ۲ اسفند ۱۳۸۹، پس از تخریب خانه مهدی کروبی، به داخل خانه هجوم آورده و چندین کتاب و سند را با خود برده و مهدی کروبی و همسرش فاطمه کروبی را در اتاق‌هایی مجزا محبوس و ارتباط آن‌ها را با بیرون قطع کردند.
حبس خانگی میرحسین موسوی، مهدی کروبی و همسرانشان با اعتراض‌های زیادی از سوی احزاب و شخصیت‌های سیاسی مواجه شد. از جمله این واکنش‌ها می‌توان به مخالفت‌های جبهه مشارکت، سازمان مجاهدین انقلاب اسلامی، مجمع مدرسین و محققین حوزه علمیه قم، گزارشگران بدون مرز، مجمع نمایندگان ادوار مجلس شورای اسلامی، سازمان عفو بین‌الملل، نهضت آزادی، شورای فعالان ملی مذهبی، اتحادیه بین المجالس، مجمع روحانیون مبارز، حزب اعتماد ملی، محمد خاتمی، محمد رضا خاتمی، احمد منتظری، ابوالحسن بنی صدر، سید حسن خمینی، عزت‌الله سحابی، مصطفی تاج‌زاده، محسن میردامادی، عبدالله رمضان‌زاده، علی شکوری‌راد، عبدالکریم سروش، عبدالکریم لاهیجی، شیرین عبادی، اکبر گنجی، عبدالعلی بازرگان، یوسف صانعی، سید علی محمد دستغیب، سید عبدالکریم موسوی اردبیلی، سید موسی شبیری زنجانی، اسدالله بیات زنجانی و علی مطهری با حصر خانگی رهبران جنبش سبز اشاره کرد.
پس از اعتراضات جنبش سبز در روز ۲۵ بهمن ۱۳۸۹ و حصر خانگی رهبران جنبش سبز، هواداران جنبش سبز در اعتراض به این حصر خانگی در روزهای ۱ اسفند ۱۳۸۹، ۱۰ اسفند ۱۳۸۹، ۱۷ اسفند ۱۳۸۹ و ۲۴ اسفند ۱۳۸۹ دست به اعتراض و تظاهرات زدند.
در آستانه اعتراضات جنبش سبز در ۱۰ اسفند ۱۳۸۹ در اعتراض به حصر خانگی رهبران جنبش سبز، محسنی اژه‌ای دادستان کل کشور نیز پس از گذشت ۲ هفته از حصر خانگی مهدی کروبی و میرحسین موسوی اعلام کرد، رفت‌وآمد و ارتباطات تلفنی و غیرتلفنی رهبران جنبش سبز مسدود شده است.
این حصر خانگی با اعتراضات شدید مقامات ارشد کشورهایی نظیر آمریکا، اتحادیه اروپا، آلمان، کانادا، بریتانیا، فرانسه، سوئد، هلند، موریس، سری لانکا، یمن، لتونی و نروژ مواجه شد.

### در دولت یازدهم
پس از پیروزی حسن روحانی، کاندیدای مورد حمایت اصلاح طلبان در انتخابات یازدهمین دورهٔ ریاست جمهوری، درحالی‌که رفع حصر میرحسین موسوی و مهدی کروبی از وعده‌های انتخاباتی وی بود، کروبی در روزهای آغازین بهمن سال ۱۳۹۲ از حصر خانگی در خانه امن وزارت اطلاعات به خانه شخصی خود در جماران منتقل شد. به گفته پسر او، به دلیل آنکه او هنوز زیر نظر مأموران قرار دارد، حبس خانگی او اکنون به «حصر خانگی» تبدیل شده است و مأموران نهادهای امنیتی همچنان در خانه او مستقر هستند.
وی در مدت حصر خانگی، به دلایل مختلف از جمله شکستگی پا، دیسک کمر، زانو، مجرای ادرار، چشم و قلب، مورد عمل جراحی قرار گرفت که در برخی موارد، عمل توسط شخص سید حسن قاضی‌زاده هاشمی، وزیر بهداشت دولت یازدهم انجام شده است.
در ۱۷ آذر ۱۳۹۴ و به دنبال عمل جراحی پای مهدی کروبی، حسین فریدون، برادر و دستیار ویژهٔ حسن روحانی، به عنوان نمایندهٔ ویژهٔ رئیس‌جمهور به دیدار وی رفته و از او عیادت نمود. اعلام این خبر در رادیو جوان صدای جمهوری اسلامی ایران، در عصر همان روز، اولین خبر پخش شده در رابطه با مهدی کروبی پس از حصر خانگی وی از صدا و سیمای جمهوری اسلامی ایران بود و بازتاب رسانه‌ای گسترده‌ای داشت.

### اعتصاب غذا
در ۲۵ مرداد ۱۳۹۶ محمد حسین کروبی طی مصاحبه‌ای با پایگاه خبری جماران عنوان کرد که پدرش با درخواست محاکمه علنی اعتصاب غذای خود را آغاز کرده است. مهدی کروبی در تاریخ ۲۵ مرداد ۱۳۹۶ اعتصاب غذای خشک خود را آغاز و بعد از دو روز در تاریخ ۲۶ مرداد ۱۳۹۶ به آن پایان داد. محمد حسین کروبی با نقل قول از پدرش گفته بود که: در این سال‌ها هر چه خواستند به ما تهمت و افترا زدند و وی می‌خواهد در دادگاهی علنی به این تهمت‌ها و افتراها جواب دهد.

### گشایش در حصر
روز ۱۱ شهریور ۱۳۹۹، محمدحسین کروبی، فرزند مهدی کروبی با اعلام اینکه در یک ماه اخیر در زمینه حصر پدرش «گشایش‌هایی» صورت گرفته، گفت پدرش با برخی از اعضای مجمع روحانیون مبارز دیدار کرده است. او گفت دیدار کروبی با برخی از اعضای مجمع روحانیون دوشنبه شب در منزل قدرت‌الله علیخانی، یکی از اعضای این مجمع انجام شده است. در این دیدار هفت نفر از فعالان سیاسی نزدیک به مهدی کروبی حضور داشته‌اند.
به گفته محمدحسین کروبی، پس از اینکه پدرش بیانیه‌ای دربارهٔ سرنگونی هواپیمای مسافربری اوکراینی صادر کرد، ملاقات‌های خانوادگی به هفته‌ای یک‌بار کاهش یافت و «گشایش‌هایی که شروع شده بود لغو شد». او تأیید کرد که پدرش در طول یک ماه گذشته با «هماهنگی نهادهای امنیتی» دیدارهایی را «در منزل یکی از دوستان» انجام داده است. کروبی همچنین گفته است این «گشایش‌ها» با نتیجه‌گیری «نهادهای امنیتی» بوده و «هیچ‌گونه صحبتی از سوی هیچ شخصی انجام نشده است».
در ۱۳ مهر ۱۴۰۰ ویدیوهایی منتشر شد که کروبی را پس از حدود ۱۱ سال در حال سخنرانی نشان می‌داد. او در بخشی از این سخنرانی (که «با اجازهٔ مسئولان» و در منزل غلامحسین کرباسچی انجام شد) ابراز امیدواری کرد که «اصل نظام محفوظ بماند و ان‌شاالله عیوب و نواقصش برطرف شود».

### رفع حصر
رویکرد سیاسی کروبی نسبت به موسوی و رهنورد، تفاوت پیدا کرد به‌طوری که او در انتخابات ریاست‌جمهوری ۱۴۰۳ شرکت کرد و به مسعود پزشکیان رای داد.
فرزندش حسین کروبی در ۲۷ اسفند ۱۴۰۳ اعلام کرد که حصر پدرش روز قبل بر اساس دستور غلامحسین محسنی اژه‌ای، رئیس قوه قضاییه، پایان یافته است و «به لحاظ مسائل امنیتی و حفاظتی» تا ۲۰ فروردین مأموران در محل اقامت پدرش حضور دارند. حسین کروبی، گفته که «وساطت» محسنی اژه‌ای توانسته نظر خامنه‌ای را جلب کند. او در ادامه گفت مسئولان به پدرش گفته‌اند طی چند ماه آینده موسوی هم رفع حصر خواهد شد. پایان حصر کروبی با استقبال شماری از فعالان سیاسی همراه بود. بسیاری آن را گامی در راستای شعار وفاق دولت چهاردهم تعبیر کردند.

## نامه‌ها
کتابی با عنوان نامه‌ها با مقدمه‌ای از حصر، در اردیبهشت ۱۳۹۶ توسط مرکز مطالعاتی کرسنت، لندن در ۴۷۷ صفحه منتشر شده است که شامل زندگی‌نامه، سخن ناشر، مقدمه‌ای از حصر، پیشگفتاری مشروح، ده فصل و واژه‌نامه است. این کتاب دارای ۶۷ نامه و ۲۶ بیانیه مهدی کروبی طی ۲۸ سال و بر اساس مخاطب به ده فصل تقسیم شده است.

### نامه به احمد جنتی
در اردیبهشت ۱۳۸۵ در ارتباط با سخنان احمد جنتی در مورد الهام خداوند دانستن نامه محمود احمدی‌نژاد به جرج بوش و در اعتراض به این اظهار نظر نامه‌ای سرگشاده نوشت.

### نامه به حسن روحانی
در فروردین ۱۳۹۵ طی نامه سرگشاده‌ای به حسن روحانی، خواسته‌هایش را فراتر از رفع حصر یا آزادی عنوان کرد و نوشت که برای او مطالبه رفع حصر موضوعیت ندارد بلکه به دنبال اثبات حقانیت مواضعش در سال ۱۳۸۸ و از آن فراتر پایان دادن به انحراف از مسیر آرمان‌های انقلاب، استیفای حقوق مردم و مبارزه با ظلم و خودکامگی است.

### نامه به رهبر جمهوری اسلامی
در ۹ بهمن ۱۳۹۶ در نامه سرگشاده و مفصل خود به رهبر جمهوری اسلامی با ایراد اتهامات و ادعاهایی به شورای نگهبان، سپاه پاسداران و بسیج و برخی نزدیکان مقامات عالی کشور و همچنین با یادآوری انتخابات ۱۳۸۴ و ۱۳۸۸ و انتقاداتش به نحوهٔ برگزاری انتخابات، این ادعا را مطرح کرد که در سایهٔ انحصارطلبی افراد پرنفوذ جریان اصلاحات و ضعف وزارت کشور و انفعال دولت اصلاحات در صیانت از آرا مردم، برخی نهادهای نظامی با همراهی بعضی نزدیکان مقامات عالی در انتخابات به نفع یکی از نامزدها عمل کردند.

### نامه به رهبر جمهوری اسلامی پس از سقوط هواپیمای اوکراین
۲۱ دی ۱۳۹۸، پس از سقوط هواپیمای اوکراین، مهدی کروبی در نامه ای انتقادی به سید علی خامنه ای ذکر کرد که «جنابعالی به عنوان فرمانده کل قوا مسئولیت مستقیم این امر را بر عهده دارید، بفرمایید آیا در صبحگاه چهارشنبه در جریان این فاجعه بودید؟ یا همان‌طور که رسانه‌های نزدیک به شما مدعی اند شما روز جمعه در جریان این موضوع قرار گرفته‌اید؟ اگر در جریان بودید و با علم به موضوع به مسئولان نظامی و امنیتی و تبلیغاتی اجازه فریب مردم را دادید پس بدا به حال شما که بدون شک هیچ‌یک از شرایط و صفات احراز مسئولیت رهبری را بر اساس قانون اساسی ندارید. البته این رسوایی تنها موردی نیست که مسئولیت مستقیم آن به شما بر می‌گردد. فقدان رسیدگی دقیق به ماجرای قتل‌های زنجیره ای، تقلب در انتخابات و سرکوب خونین معترضان ۸۸، سرکوب معترضان ۹۶ و نهایتاً مردم به ستوه آمده در ماجرای افزایش قیمت بنزین در آبان ۹۸. و اگر آنطور که می‌گویند در جریان این فاجعه نبودید و پیگیر کشف حقیقت هم نشدید پس بفرمایید چه فرمانده کل قوایی هستید که آنان اینچنین شما و کشور را به بازی می‌گیرند. در این حالت هم مشخص است که فاقد شرط تدبیر، شجاعت، مدیریت و قدرت کافی برای رهبری هستید.»